# 관아

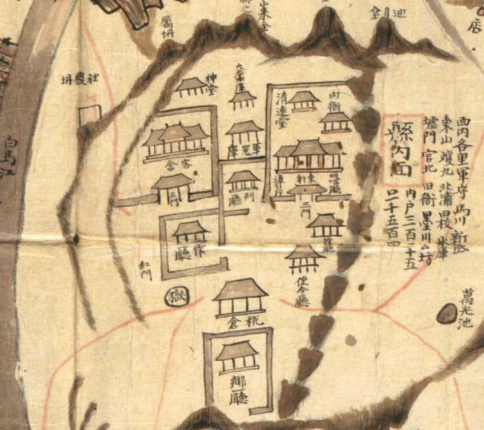
부여 관아

관아(官衙)는 조선의 지방행정기구의 청사가 위치한 마을로 읍치라고도 불렀다.  관아에는 수령의 정청인 동헌, 국왕의 위패를 모시는 객사, 고을 양반들의 대표자인 좌수와 별감이 있는 향청, 아전들의 근무처인 질청, 기생과 노비들이 사용하는 관노청, 그리고 군사를 관장하는 군기청이 포함되어 있었다.

## 객사

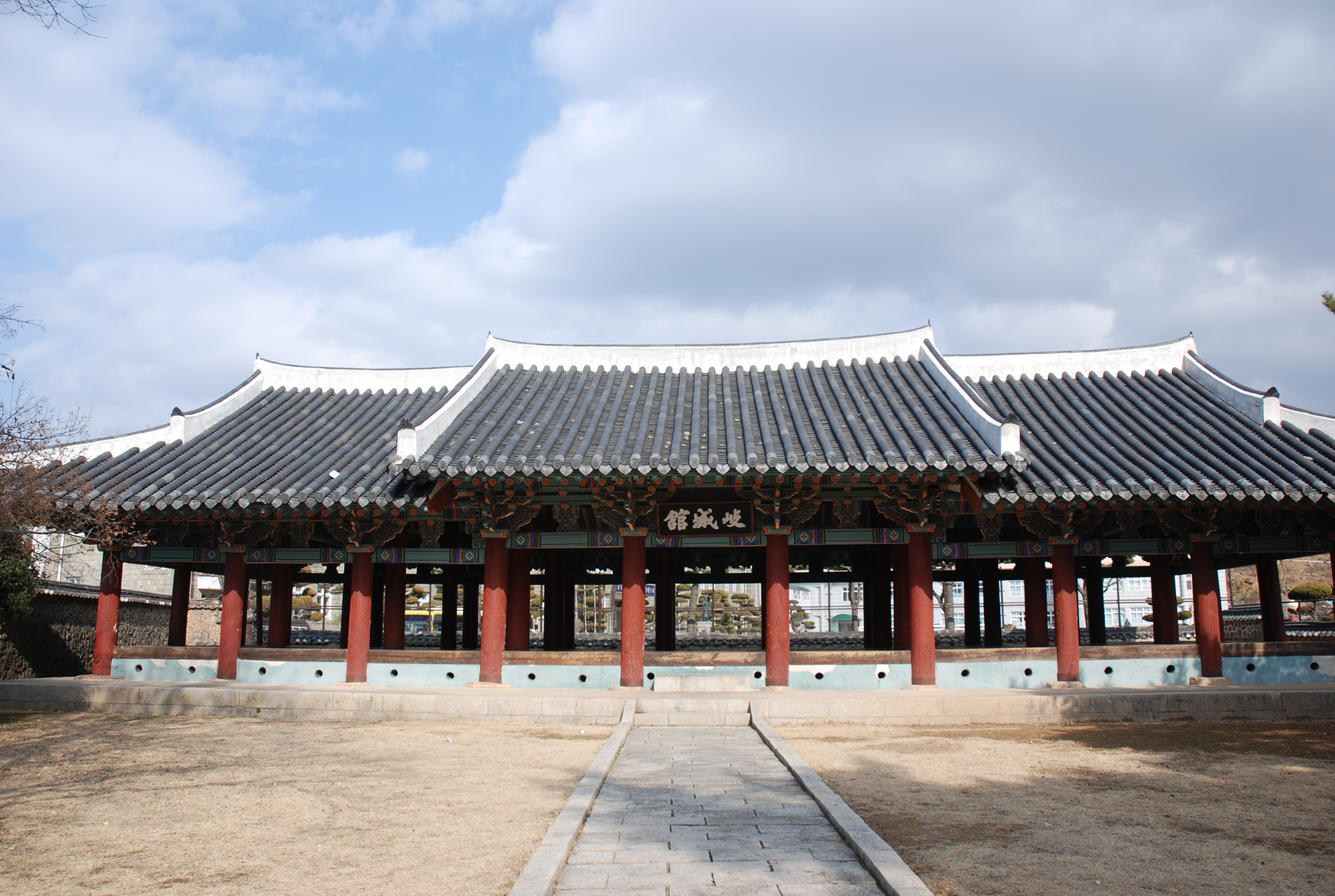
거제현의 객사 기성관

객사(客舍)는 사신을 접대하는 국가 기관이다. 보통 관아 시설 안에 자리하고 있었는데, 왕이 지방 군현에 보낸  사신이나 외국 사신이 이용을 하였다. 문자적인 의미로 객사는 여관이라는 뜻도 있지만 조선에서는 왕의 궐패를 모시고 있는 시설을 가리키므로 역로에 있던 객관과는 다르다. 객사는 관아 시설중에서 규모가 제일 크고 화려하였다. 또한 전망이 제일 좋은 곳에 자리하고 있었다. 건축의 구성이나 꾸밈에서 동헌이나 질청에 비해 훨씬 장중하고 위엄이 있는 객사는 대개 동헌에서 가까운 거리에 있으며 풍수도 가장 좋은 곳에 위치했다. 객사에는 이름 즉 당호가 있었는데 보통 그 고장의 옛이름을 따서 지었다. 예를 들어 고창은 모양지관이고 무장은 송사지관인데, 이는 모두 그 고을의 옛 이름이다.
객사는 지방관이 국왕에 대한 충성을 다짐하는 곳으로 매월 초하루와 보름에 삭망례가 열렸다. 수령은 객사를 앞에 두고 궐패와 전패를 향하여 절을 올렸다.  즉, 멀리 서울에 있는 대궐을 향하여 절을 올리는 형태가 되었다. 이런 방식으로 조선의 중앙정부는 팔도 각 군현을 정신적으로 통제하였다. 그래서 수령은 삭망례가 있는 날에는 기생을 들이지 않았고 이를 범하면 탄핵이 되는 경우도 있었다. 수령은 부임할 때나 이임을 할 때에 객사에서 예를 행하였고 출타할 때에도 예를 올렸다. 또한 암행어사와 같은 중앙관리는 객사에 머물며 지방 수령을 감찰하였다. 춘향전에서 어사또는 출두 후 객사에서 변 사또를 봉고파직하였다. 즉 객사는 지방에서 중앙정부를 상징하는 시설로 특별히 국왕이 직접 다스림을 상징하는 건물이었다. 객사는 관아 내의 다른 건물보다 중요한 건물이었기 위치나 거리를 나타낼 때 기준점이었다.

## 동헌

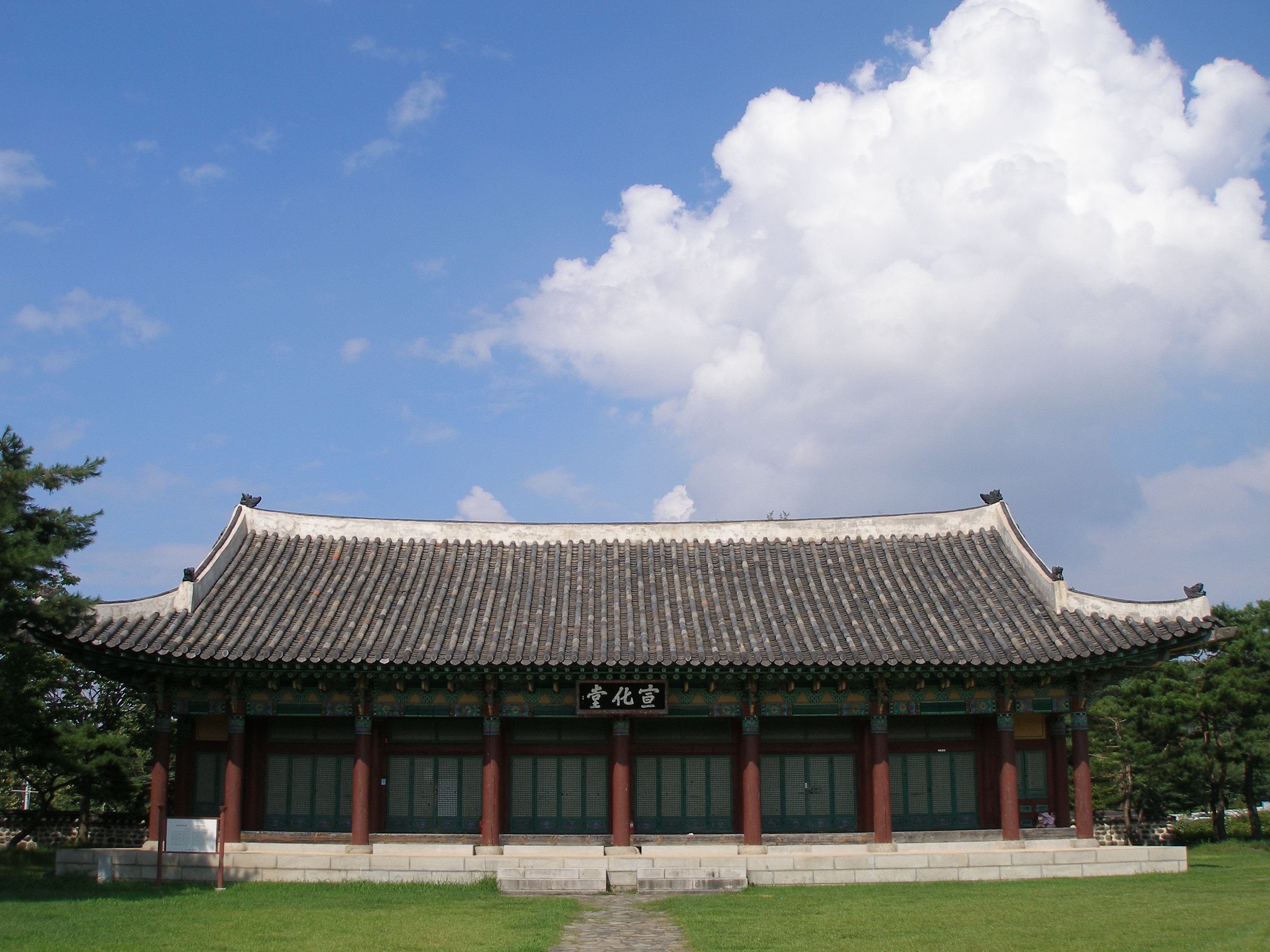
공주 선화당

동헌(東軒)은 지방관이 행정을 펼치는 곳이다. 오늘날 관청 청사 본관에 해당하며, 각 고을에서 객사의 다음가는 규모로 건축되었다. 지방관의 생활 공간인 내아(內衙)의 동쪽에 있었기 때문에 동헌이라고 하였다. 또는 객사의 동쪽(왼쪽)에 위치하기에 동헌이라고 추정하기도 한다. 향청이나 질청에 비하여 훨씬 크고 더 멋스럽게 치장되었다. 객사와 동헌은 외부로 나드는 문이 있어 독립적인 성격을 갖았다. 동헌의 가장 중요한 역할은 재판장으로서의 역할인데, 대청(大廳, 건물 마루)은 수령이 판결을 내리는 곳이었고 뜰은 다스림을 받는 사람들의 공간이었다. 자세한 사항은 별도의 동헌 항목을 참고.
동헌은 대부분 당호를 가지고 있는데, 주로 시정(施政) 지침을 나타내는 이름으로 지었다. 예를 들면 고창은 평근당, 남원은 근민헌, 부여는 초연당, 양주는 매학당, 청풍은 금병헌, 제주는 일관헌이다. 제금당, 청녕헌, 근민헌이라는 이름이 널리 쓰였는데, 대부분 충군애민(忠君愛民) 정신을 내포하였다. 청녕헌은 '하늘의 뜻은 맑음으로 얻고 땅의 인심은 평안으로 얻는다'라는 뜻이다. 또한 자연의 풍광과 관련하여 이름을 짓기도 했는데 무주의 동헌은 와선당, 양주는 매학당 등이 대표적이다.

## 향청
향청(鄕廳)은 조선시대의 지방자치 기관이다. 향소(혹은 留鄕所)는 수령 다음가는 관아라 하여 이아(貳衙)라고 하며, 그 임원이 향임(鄕任·鄕正·監官)이다. 고을의 수령은 외지 출신이었으므로 고을 사정을 속속들이 알기 어려웠기 때문에 한 곳에 오래 살면서 지역 사정에 밝은 아전들을 장악해서 다스렸다. 학식과 경제력을 가진 양반은 지방에서 현실정치의 동반자로 인정되었고 고을을 움직이는 유력 가문이나 양반들을 인정하여 수령을 돕도록 하였다.
성종 20년(1489년)에 설치되어 지방 관아의 수령을 보좌하는 일을 맡았다. 향청의 장을 좌수(座首)라 하여 지방의 덕망 있는 자로 선임하였으며, 그 밑에 수명의 별감(別監)을 두었다 이 역시 6방을 나누어 좌수가 이(吏)·병방(兵房)을, 좌별감이 호(戶)·예방을, 우별감이 형(刑)·공방(工房)을 맡는 것이 통례였다. 별감은 수령에 대한 자문, 풍기 단속, 향리 규찰, 수령 임무의 보좌 등의 역할을 담당했다. 향임의 수에 따라 창감(倉監)·고감(庫監)이 붙기도 하였다.
향청이 공식적으로 관아의 기구로 편입되기 전에는 유향소라는 양반들의 회의기구가 있었는데, 고려 말부터 지방에 거주하는 전직 관원과 후손들이 정기적으로 회합하여 고을의 대소사를 논하였고 수령의 정치도 참견하였다. 이는 사심관제를 이어받은 것이었다.

## 질청
한자 표기는 작청(作廳)이다. 고을마다 지방관이 내려오지 않던 고려에는 토호들의 자치기구로 사(司)가 있었다. 이를 주사(州司), 현사(縣司), 읍사(邑司)로 불렀는데 이 조직이 조선 초기에 지방제도에 편입되어 질청이 되었다. 질청에서 관아의 문서가 주로 기록되었고, 이두문자를 사용하여 왔다.
호장청의 호장(戶長)은 고려때에는 아전의 우두머리였으며, 세금을 매기고 자치군을 통솔하였으나 조선에서는 땔감이나 얼음을 관아에 바치는 힘든일의 담당자로 격하되었다. 보통은 질청에 속하여 있었지만 별도의 건물로 독립해 있는 경우도 있었다. 질청에서 독립되면 부사(府司), 군사(郡司), 현사 등의 명칭이 붙는다. 조선은 호장을 약화시키기 위하여 호방(戶房)을 내세워 호장의 과세권과 호구 파악권을 빼앗았으나, 호방은 조선 후기까지도 관아 안의 주요 생활을 좌지우지 하였다.

## 교방
교방(敎坊)은 기생들의 처소로 객사나 군인들의 근무지였던 장청 옆에 자리를 잡고 있었다. 교방에서는 글쓰기와 음악을 배우고 무용을 전수받았다.

## 유적
현재 읍성과 관아의 옛모습을 보존하고 있는 곳은 강화, 수원, 해미, 청풍, 충주, 김제, 고창, 무장, 낙안, 경주, 부산, 홍산이다. 이가운데서도 충남 부여의 홍산 관아는 조선시대 옛 고을의 핵심시설인 객사와 동헌이 비교적 원형대로 잘 보존되어 있어 유적지로서의 보존가치가 매우 높다.

## 같이 보기
- 동헌
- 객사
- 감영
- 선화당

## 참고 문헌
- 안길정, 관아를 통해서 본 조선시대 생활사, 2000년, 사계절[쪽 번호 필요]